# Solognots
Les Solognots sont les habitants de la Sologne, une région naturelle de France qui représente une partie de la région administrative du Centre-Val de Loire. La population solognote est répartie dans environ 114 communes et représente une part du peuple français.

## Ethnonymie
L'appellatif est anciennement mentionné sous les formes : Saulongnois (env. 1455), Solongnaux (1648), Solognos et Solognots (env. 1700).
Il  dérive de Sologne, qui est le nom d'une région située au sud du Bassin parisien.

### Sobriquet
Dans la première moitié du XIXe siècle, le Solognot est surnommé « ventre pelé » par les Berrichons. Car à cette époque, il se gorge d'une pâtée sans suc qui le remplit et le charge sans le nourrir, qui grossit son ventre aux dépens de ses muscles et lui donne une exagération d'entrailles.

## Anthropologie et ethnologie

### XIXesiècle

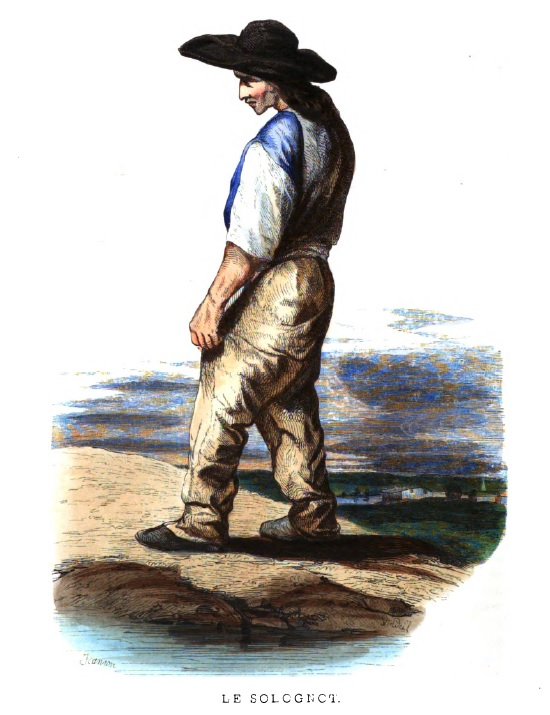
Un Solognot, dessin de 1841.

Selon Pierre Bigot de Morogues, l'ignorance et l'apathie sont les traits distinctifs du Solognot en 1822. La routine est sa règle, il fait ce que son père a fait, partout il cultive de la même manière et cela avec les mêmes instruments aratoires, si bien que les façons de faire plus récentes ne peuvent pas s'introduire. D'autre part, les Solognots passent leur enfance à garder des oies ou des dindes ; un peu plus âgés, ils gardent des vaches ou des moutons et ensuite, n'ayant pas reçu d'autre instruction que le catéchisme de leur paroisse, ils passent au labourage sans que rien n'ait pu leur communiquer l'habitude de raisonner ni de contribuer à étendre leur intelligence. Dans la plupart des paroisses, il y a à cette époque quelques habitants privilégiés du bourg qui ont appris à déchiffrer quelques mots et à former quelques lettres. Ceux-là passent pour des « savants » et tiennent un bureau d'écriture sur la table d'un cabaret, ils sont chargés de la rédaction des comptes et de la correspondance de tous les habitants des hameaux voisins.
En 1841, d'après Félix Pyat, le Solognot est de taille moyenne, sa poitrine est serrée et son ventre saillant, ses muscles sont modestes et ses viscères sont d'une grande ampleur, il a presque la panse des ruminants. Il se ride de bonne heure, son teint est de safran, son œil incolore ; ses jambes grêles et ses bras réduits aboutissent à de gros pieds et à de grosses mains, la tête est par ailleurs petite. Le moral du Solognot correspond à son physique : la santé de l'âme est logique avec celle du corps. Il est défiant, routinier et enraciné au fond de l'habitude. Toujours humble comme un vassal, il salue de prime abord et il est hospitalier, tant il est primitif. Sur le plan des croyances, le Solognot est chrétien de force mais pas de cœur. Il croit peu à dieu, beaucoup au diable et plus encore aux sorciers. En bref, il n'a que l'envers de la religion qui est la superstition. Il a foi dans le surnaturel et le merveilleux mais le merveilleux qui l'enchante et le surnaturel qui l'illusionne.
Chez les paysans, hommes, femmes et enfants travaillent de dix-huit à vingt heures par jour en 1841, se levant à deux heures du matin et se couchant à neuf heures du soir, à peu près. L'homme commence par aller au champ, ou à la grange, suivant la saison ; la femme, en tout temps, entame sa journée par s'occuper du repas des hommes et de la nourriture du menu bétail ; les enfants mènent paître les troupeaux, armés d'un fouet ou d'un bâton, avec un chien pour compagnon. Enfant, le Solognot est berger ; homme, il est laboureur. Une fois laboureur, au printemps il sème ; l'été, il moissonne ; l'automne, il défriche et fume les terres ; l'hiver, il bat en grange. Tout cela pour dire qu'il travaille toute l'année. Le fermier d'un domaine de Sologne rapportant mille francs de fermage au maître par an peut, quand l'année est bonne, gagner cinquante écus, soit environ dix sous par jour pour lui. Son gain explique sa nourriture : jamais de viande sur sa table, jamais de pain blanc. Il ne goûte à la viande qu'exceptionnellement, une ou deux fois dans l'année, à Pâques ou à Noël et il ne mange de pain blanc que lorsqu'il va en ville, le dimanche, au cabaret. Le pain blanc ou la « miche », comme il le nomme dans son patois, le pain blanc tout sec, c'est-à-dire sans pitance, est le gala du fermier pauvre. Son pain quotidien est une pâte noire et gluante d'orge et de sarrasin. Sa pitance est un fromage maigre et écrémé au profit de la livre de beurre qui revient au maître et il se contente, pour son meilleur repas, d'un brouet plus que spartiate. C'est un mélange de pain noir avec de l'eau et du miel rance, qui fermente toute la matinée et que l'on sert dès qu'il tourne un peu à l'aigre, cela s'appelle de la « miaussée ». Celle-ci se sert dans d'immenses terrines et elle se consomme surtout en été, sous prétexte que son acidité rafraîchit.
Aussi, la fièvre, fille des mauvaises digestions, ronge le Solognot incessamment au XIXe siècle, envenimée encore par les exhalaisons des marais du pays. La fièvre est chez lui endémique et constitutionnelle. En Sologne, tout le monde a la fièvre, hommes et bêtes. Sa maison est une espèce de tas de boue et de paille qui ressemble encore, en 1841, au domicile des anciens Jacques du Moyen âge. La porte est étroite ; la fenêtre, plus étroite, a encore à cette époque des petits carreaux taillés en losange et soudés de plomb. À l'intérieur, l'aire n'est pas pavée et l'eau de la vaisselle, qui la détrempe sans cesse, entretient sous le piétinement des hommes et des bêtes une boue perpétuelle l'hiver ou une poussière dense l'été. Le plafond, ou plutôt des poutres basses et obscures, écrasent le lit élevé et à quatre colonnes, il ne faut pas moins qu'une échelle pour s'y coucher. La cheminée, au chapiteau de laquelle est attaché un fusil, est immense et reçoit devant son âtre les porcs, les chiens et les hommes, soit donc tous solidairement et cela comme au temps de l'ère patriarcale.

#### Mœurs, usages et coutumes
Tous les ans, le premier de mai, avant que le soleil se lève, les Solognots vont cueillir du mai. Ils ont soin d'en attacher une petite branche à chaque porte des cénacles de leurs habitations, étables, bergeries, etc. Afin, disent-ils, de faire fuir les serpents, couleuvres, crapauds et autres animaux venimeux, qu'ils prétendent aimer à s'attacher aux pis des vaches et à en sucer le lait. Ils plantent aussi une branche de mai sur leurs tas de fumier, mais pour un autre but, celui d'annoncer aux jeunes gens qu'il y a dans la métairie des filles à marier et les jeunes filles ne manquent jamais à cet usage.
L'usage permet ou veut que le jour où une femme vierge se marie, on attache à son bonnet une couronne de fleurs dites éternelles, cet usage étant apparemment général en 1808. Les Solognots observent aussi lequel des deux cierges brûlant à l'autel où le prêtre dit la messe se consume le plus vite et ils prétendent en augurer le décès plus ou moins prompt des époux. Malheur à celui du côté duquel il se trouve car il doit, selon eux, mourir le premier. En revenant de l'église, dès que le violon se fait entendre, la cuisinière est spécialement chargée de mettre un manche à balai à travers la porte. Si la mariée passe dessus, elle est jugée devoir n'avoir point d'ordre ni propreté dans son ménage ; si au contraire elle le ramasse, alors l'opinion la déclare une bonne et sage ménagère.
Tous les habitants des campagnes observent très exactement la fête des Brandons chaque année, le jour du dimanche des Rameaux ; mais les Solognots sont plus spécialement des religieux sectateurs de cet usage. Ils vont, le soir de ce dimanche, armés de brandons de paille enflammée, tout à l'entour de leurs blés, criant à peu près comme faisaient les Bacchantes. Ensuite, pendant que les processions se font, la ménagère apprête le repas, où le mil est un plat spécial. Elle tient la porte fermée et ne l'ouvre qu'après des demandes réitérées, mêlées de chants et de dialogues. Si les porteurs de brandons de deux fermes différentes se rencontrent, ils se battent entre eux. La fête se termine par une réunion des filles et garçons du pays, chez un cabaretier du bourg voisin, où l'on passe la nuit à boire, rire, danser et trop souvent à faire pis. Le lendemain, le travail de la campagne et le bétail se ressentent de la veille. 
Les Solognots superstitieux croient à une grande et petite magie. La petite magie les amuse, la grande les effraye. Par exemple, il est du ressort de la petite magie, d'envoyer chez son voisin ou autre personne que l'on n'aime pas, des nuées de moucherons, de sauterelles et tous les insectes dévastateurs des récoltes. D'envoyer aussi beaucoup de souris et de rats qui détruisent les grains engrangés, font périr les couvées de dindes, de poules ou d'oies et même les veaux et les agneaux. Ils attaquent également les mères de ces derniers et ne quittent la place qu'après avoir été exorcisés, ou que le temps prescrit pour leurs ravages est expiré. Si l'on veut avoir une bonne couvée, il faut avoir soin de ne donner à la poule ou autre volatile, des œufs à couver qu'après le soleil couché, parce qu'alors on ne craint point les sorciers ni les vents. Quand une vache est malade du fourchet, le moyen de la guérir est de la conduire entre quatre chemins, c'est-à-dire à un carrefour. On examine l'endroit où la vache pose son pied droit de devant. On cerne cet endroit qu'on enlève soigneusement, et on le renverse sur le premier aubépin qui se trouve sur la route, en évitant scrupuleusement d'avoir aucune mauvaise pensée durant l'action. L'herbe attachée à la portion de terre cernée et renversée pourrit, l'aubépin meurt et la vache guérit.
La veille du dernier jour d'avril, ils ont très grand soin de sortir et faire promener, de gré ou de force, tous les animaux faisant partie du bétail. Autrement, selon eux, ils deviendraient lourds et périraient dans le mois suivant. D'après une autre superstition des Solognots il faut, selon eux, que le vacher qui conduit habituellement leurs vaches au pâturage, baptise le veau, le taureau, ou la génisse qu'il associe à son troupeau. Cette cérémonie ne se fait que le vendredi saint qui suit la naissance du veau. Ils prétendent aussi que leur berger ne doit pas compter ses brebis le vendredi, autrement le loup les mangerait, de là vient leur proverbe : « qui compte ses moutons le vendredi, les décompte ». Quand une mère brebis refuse d'allaiter son agneau, on lui donne le nom d'« Ejonne ». Ce mot, suivant les Solognots, signifie marâtre. Le rossignol et l'anvot, suivant la croyance des Solognots, n'avaient à l'origine qu'un œil chacun.
Le tonnerre a sept différentes formes pour se manifester aux Solognots. Il tombe « en fer », alors il brise tout ; « en feu », il brûle ; « en soufre », il empoisonne ; « en guenille », il étouffe ; « en poudre », il étourdit ; « en pierre », il balaye ce qui l'environne ; « en bois », il s'enfonce où il tombe. L'aubépin a de toute manière la vertu de le braver ; il peut tonner en vain, car tout couvert d'aubépin, un Solognot ne craint pas la foudre. La fable attribuait antérieurement ce prétendu privilège au laurier seul. Il existe dans les communes de Joui, Ligny, Ardon et autres circonvoisines, un préjugé tellement enraciné en 1808, que la raison s'armerait en vain pour le détruire. Certaines familles passent pour avoir le secret ou le pouvoir de créer à leur gré des orages. Il leur suffit de vouloir le changement de temps, pour qu'aussitôt le plus beau ciel devienne nébuleux et que le tonnerre gronde. La grêle, la pluie, les vents, tous les éléments enfin se heurtent, s'abiment et se confondent. Plusieurs femmes ont assuré de bonne foi avoir vu opérer les « sorciers », créateurs de ces orages, mais il y a une mesure préalable, c'est que ceux des membres de ces familles privilégiées pour faire le mal, se réunissent dans un étang, au moins trois à la fois. L'étang de Boisgibaut a, d'après M. Legier, plus de charmes malfaisants que tout autre. Ils ont de grands battoirs avec lesquels ils battent l'eau et la font jaillir en l'air à plus de 30 pieds, en faisant des cris et des hurlements. Cette préparation ou autrement dit cette « formation du mauvais temps » qui doit suivre, se fait plus spécialement la nuit jusqu'au lever du soleil. La déclaration ci-après a été racontée vingt fois à M. Legier par différentes personnes et cela presque toujours dans les mêmes expressions : « C'est dans l'étang de Boisgibaut qu'a été créé l'orage du 13 juillet 1788, par des gens dont on ne se doutait pas, un de la Ferté-Saint-Aubin, un de Joui et un d'Ardon ».

## Costumes
En 1841, le Solognot porte encore le chapeau rond à larges bords que les français portaient sous Louis XIV et s'habille le dimanche avec l'habit à la française, en droguet, avec la culotte et les guêtres du temps de Louis XV. Les jours ouvrables, c'est la blouse, mode gauloise à la Brennus, soit de lin blanc, soit de coton bleu, la vieille couleur nationale. Il est par ailleurs coiffé à tout crin, comme Clodion le Chevelu.